# رهاب اللمس
رُهاب اللمس، (بالإنجليزية: Haphephobia)‏ يُعرف أيضًا باسم رهاب عدم لمس الأشياء، أو رهاب التلامس، أو هافافوبيا، وهو هو رهاب محدد يتضمن الخوف الشديد من التلامس الجسدي أو التعرض للمس. وعلى الرغم من الفوائد العديدة للتلامس الجسدي، وتأثيره الإيجابي على الصحة النفسية والجسدية، عاني بعض الأشخاص من شعور بعدم الارتياح أو القلق عند لمسهم أو لمس الآخرين، وأحيانًا يصل هذا الشعور إلى حد كونه لا يُطاق، حتى مع أفراد الأسرة أو الأصدقاء المقربين. يتحول هذا الخوف إلى رهاب حقيقي عندما يشعر الفرد بالقلق أو الانزعاج تقريبًا في كل مرة يحدث فيها تلامس، مما يؤثر سلبًا على حياته الاجتماعية وعلاقاته الشخصية وحياته العملية. قد يصبح هذا الرهاب أكثر شيوعًا في فترات انتشار الأمراض المعدية، حيث يتزايد الخوف من التلامس نتيجة القلق من انتقال العدوى. مثال بارز على ذلك هو جائحة كورونا، التي عززت الخوف من التلامس في أنحاء العالم، وإن كان ذلك يُنظر إليه غالبًا كحالة مؤقتة تتراجع مع انتهاء الجائحة.

## العلامات والأعراض

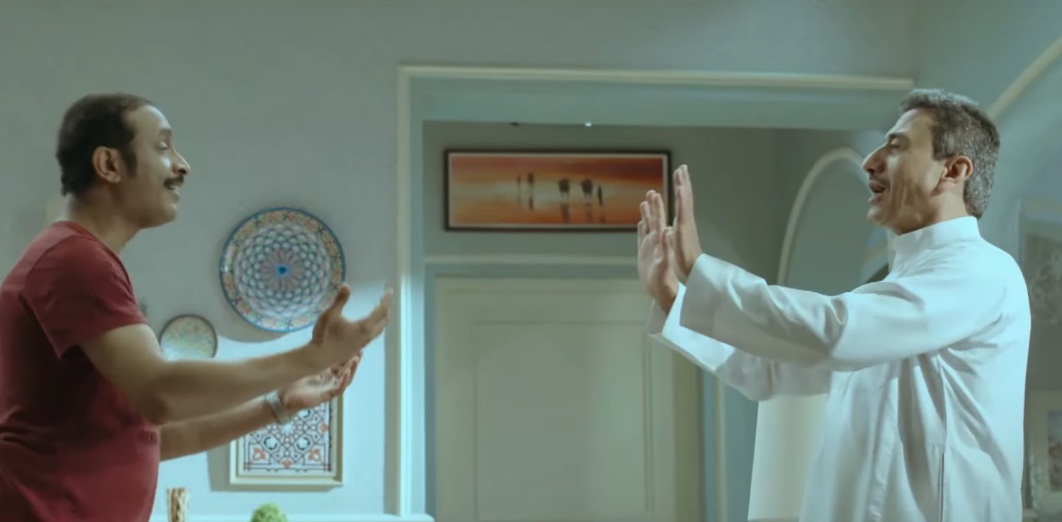

مثل بقية حالات الرهاب والقلق الأخرى، رهاب اللمس ربما يصاحبه أعراض مرتبطة بالقلق والتوتر، والتي تختلف بين أولئك الذين يعانون منها. القائمة غير الكاملة للأعراض المحتملة، التي قد يعاني منها الأشخاص الذين يعانون من رهاب اللمس، تتضمن ما يلي:
- ألم الصدر.
- الإحساس بالاختناق.
- النوبات الساخنة أو الباردة.
- الشرى الكوليني.
- التفارق.
- الخوف من الموت.
- الخوف من فقدان السيطرة.
- الشعور بالوقوع في الفخ.
- خفقان القلب.
- فرط التنفس.
- الغثيان.
- الشعور بالخطر الوشيك.
- التعرق.
- الإحساس بالوخز والرعشة.
- الارتعاش.

ويدفع الرهاب المصاب به، إلى تجنب المواقف التي يمكن فيها أن يلمسه شخص ما، كما أن من يخافون اللمس يتجنبون المصافحة والعناق وأي شكل من أشكال التلامس، كما يتجنبون أيضًا الأشخاص الذين يعتقدون أن لديهم مشاعر رومانسية تجاههم. وقد يصاب الأطفال أيضًا برهاب اللمس، ويمكن ملاحظة ذلك ببكائهم، أو التجمد في المكان، أو الدخول في نوبات غضب، أو التشبث بالوالدين، وذلك عندما يقوم أحد بلمسهم.

## الأسباب
الإصابة برهاب اللمس، ربما تعود لعدة أسباب، منها:
- الخوف من التلوث، والجراثيم، والعدوى.
- الخوف من الازدحام وتجنب لمس الغرباء.
- الإصابة بالاضطراب الوسواسي القهري.
- الإصابة باضطراب الكرب التالي للصدمة النفسية.
- الإصابة ببعض الأمراض النفسية، مثل الاكتئاب، والقلق، أو الاضطراب ثنائي القطب.
- محاكاة وتقليد الأطفال لما يشاهدونه من سلوكيات والديهم.

## العلاج
تتعدد طرق علاج رهاب اللمس، وتهدف جميعها إلى مساعدة الأفراد على مواجهة مشاعر القلق المرتبطة بالتلامس والتغلب عليها بشكل تدريجي. من بين هذه الطرق، العلاج السلوكي المعرفي، والذي ركز هذا النوع من العلاج على تحليل الأفكار المرتبطة بالخوف، وتغيير الأنماط الفكرية السلبية التي تسبب القلق. يُعلّم الشخص سلوكيات جديدة وطرق تفكير إيجابية، مما يساعده على التعامل مع الخوف من التلامس بشكل أفضل. وهناك العلاج بالتعرض، حيث يتضمن هذا العلاج تعريض الشخص تدريجيًا للمواقف أو المحفزات التي تسبب الخوف، ولكن ضمن بيئة آمنة وتحت إشراف متخصص. يبدأ العلاج بخطوات بسيطة، مثل مناقشة فكرة التلامس، ثم التدرج إلى لمس أشياء بسيطة، حتى الوصول إلى التفاعل مع الآخرين والوجود في أماكن مزدحمة، مما يساعد على تقليل القلق تدريجيًا. وفي بعض الحالات تُستخدم بعض العقاقير بجانب العلاج النفسي، حيث يقوم الأطباء النفسيون بوصف مضادات الاكتئاب، والأدوية المضادة للقلق لمرضاهم، وغالبًا تكون هذه الأدوية أكثر فعالية عند استخدامها بجانب الجلسات العلاجية.

## الثقافة الشعبية
- في فيلم المراهقين الكوميدي الساعة الثالثة بعد الظهر [الإنجليزية]، عام 1987م، يعتدي الخصم الرئيس بادي ريفيل جسديًا على أي شخص يلمسه جسديًا.

- في بيرسيرك لعام 1989م، تعاني الشخصية الرئيسة "قوتس" من رهاب اللمس نتيجة تعرضها للاغتصاب عندما كانت طفلة.
- في فيلم لارس والفتاة الحقيقية لعام 2007م، يصف الشخصية الرئيسة لارس ليندستروم لمس الآخرين له بأنه إحساس حارق، ويرفض السماح بذلك في معظم الفيلم.
- في فريزنج (مانغا) لعام 2007م، تعاني البطلة الرئيسة من هذا الرهاب بسبب خلفيتها المؤلمة. وهذه حالة بارزة جدًا.
- في لعبة تقمص الأدوار التكتيكية "فاير إمبلم أوايكنينغ" التي صدرت عام 2012م من إنتاج نينتندو، تعاني شخصية ليبرا من رهاب اللمس نتيجة لوالديها المسيئين والمهملين.
- في الرواية المثيرة التي صدرت عام 2011م بعنوان "خمسون درجة من جراي"، يعاني كريستيان جراي من رهاب اللمس نتيجة لإساءة معاملته في مرحلة الطفولة (بما في ذلك حروق السجائر التي تعرض لها في الجزء العلوي من جسده) والإهمال.
- في ثلاثية كل شي من أجل اللعب لعام 2013م، يعاني أحد الشخصيات الرئيسة، أندرو مينيارد، من رهاب اللمس بسبب طفولته المسيئة التي قضاها في رعاية الأسر الحاضنة. طوال المسلسل، تُستكشف حالته وعقليته بشأنها.
- في رواية "أصداء" للكاتبة لورا تيسدال عام 2015م، تعاني الشخصية الرئيسة، مالوري بارك، من رهاب اللمس، وترتدي القفازات نتيجة لذلك.
- في فيلم "سمعتنا في أزمة" لعام 2015م، تعاني بطلة الفيلم، التي لعبت دورها ساندرا بولوك، من هذه الحالة.[7]
- في المسلسل التلفزيوني السيد روبوت لعام 2015م، كان من المفترض بشدة أن يعاني بطل الرواية إليوت ألديرسون من رهاب اللمس، حيث كان يتجنب في كثير من الأحيان لمس الآخرين.
- في رواية "ستة من الغربان" لعام 2015م، يعاني بطل الرواية كاز بريكر من هذه الحالة، مما يتسبب في ارتدائه القفازات واتخاذ تدابير أخرى لتجنب ملامسة الجلد. تُستكشف صراعاته مع رهاب اللمس ومحاولاته للتغلب عليه كقصة فرعية في جميع أنحاء الثنائية.
- في رواية جاك ريتشر " المدرسة الليلية" كُشف عن أن الرقيب السابق نيجلي يعاني من رهاب اللمس.[8]
- في لعبة ديث ستراندنغ لعام 2019م، يعاني الشخصية الرئيسة سام بورتر من رهاب اللمس (يشار إليه في اللعبة باسم رهاب اللمس) وتظهر حالته طوال اللعبة.[9][10]
- في المسلسل الدرامي الصيني "حارس شخصي لطيف"، تعاني الشخصية الرئيسة جو رونج من رهاب اللمس ولا تتعامل إلا مع سو جنقجنق بسهولة.[11]
- في الرواية الإندونيسية "جاكرتا سيبيلوم باجي" لعام 2016م، يعاني هابيل، أحد الشخصيات الرئيسة، من رهاب اللمس، ورهاب الليجيروفوبيا.
- في الفيلم الهندي التيلجو غامي لعام 2024م، يعاني البطل من رهاب اللمس، وتدور القصة حول سعيه للعثور على العلاج.